# Peucédan de Schott
Espèce
Classification phylogénétique
La Peucédan de Schott, (Dichoropetalum schottii) est une espèce de plantes à fleurs de la famille des Apiacées. C'est une plante vivace trouvée en France et en Italie.

## Classification
- Nom actuel : Dichoropetalum schottii (Besser ex DC.) Pimenov & Kljuykov.
- Basionyme : Peucedanum schottii (Besser ex DC.), 1830.
- Synonyme : Holandrea schottii (Besser ex DC.) Reduron, Charpin & Pimenov, 1997.

## Description
C'est une plante vivace de 20 à 50 cm et à fleurs blanches.

## Habitat et répartition
C'est une plante sauvage poussant dans les sols rocheux, répartie en Languedoc-Roussillon et dans le nord de l'Italie,.